# Głupice
Głupice [pronunciación en polaco: /ɡwuˈpit͡sɛ/] es un pueblo ubicado en el distrito administrativo de Gmina Drużbice, dentro del distrito de Bełchatów, Voivodato de Łódź, en Polonia central. Se encuentra aproximadamente a 3 kilómetros al oeste de Drużbice, a 12 kilómetros al norte de Bełchatów, y a 36 kilómetros al sur de la capital regional Łódź.